# Il papero del mistero
Il papero del mistero - Papernovela in uno sproposito di puntate è una storia a fumetti scritta e disegnata da Silvia Ziche e pubblicata nel 1996 su Topolino. Detiene il record di storia con più puntate comparsa su Topolino. Il titolo è una citazione della telenovela La donna del mistero; dagli anni 2000 viene pubblicata in volume col titolo Papernovela.

## Sviluppo e storia editoriale
Nata come parodia delle più famose telenovele sudamericane, si articola in ventiquattro episodi, apparsi su Topolino dal n° 2115 al n° 2138. La particolare struttura della storia fu dovuta ad una precisa richiesta dell'allora direttore di Topolino, Paolo Cavaglione, che, per ragioni di foliazione, aveva necessità di pubblicare storie brevi (dalle 5 alle 7 tavole). Ziche propose allora di realizzare una storia lunga divisa in numerose puntate, sulla falsariga appunto delle telenovele. Grazie al suo stile innovativo, al ritmo incalzante e ai numerosi elementi comici, la storia ha avuto un grande successo di pubblico, lanciando la carriera dell'autrice, all'esordio come sceneggiatrice su Topolino. In virtù del successo della storia Ziche negli anni successivi produsse altre due storie a puntate con la stessa struttura, Topokolossal e Il Grande Splash. 
La storia è stata ristampata nel 2003 in un volume unico della serie "Speciale Disney" dal titolo Papernovela, insieme al Topokolossal; nel 2014 è stata nuovamente ristampata con una nuova copertina nella serie "Più Disney", nuovamente assieme al Topokolossal.

## Trama
Zio Paperone deve porre rimedio al problema dei bassissimi ascolti della sua rete televisiva, che trasmette solamente alcune fotografie in bianco e nero della Paperopoli degli anni trenta. Ispirato al successo di Bruttiful, decide così di creare una telenovela, ma per risparmiare non assume attori professionisti, bensì parenti e amici; inoltre non è prevista la presenza di una sceneggiatura, ma gli attori dovranno recitare "a soggetto", improvvisando le loro battute seguendo un canovaccio di base della storia, come nella Commedia dell'arte settecentesca. Altra caratteristica che rende la fiction sui generis è la trasmissione in diretta delle puntate, come accadeva in passato in alcune soap americane. Il cast della fiction si arricchisce sempre più con il procedere della storia, per vari motivi.

### Trama della papernovela
Il ricchissimo don Pedro Paperon de las Pesetas abita con la sua numerosa famiglia in una grandissima villa di campagna, dove la vita non è affatto semplice: i parenti non aspettano altro che l'enorme eredità del magnate passi a loro e sono impegnati in un'estenuante lotta per risultare più graditi agli occhi di don Pedro, ognuno con la speranza che il ricco parente cambi il testamento a suo favore. Esasperato dalla massiccia e opprimente presenza dei parenti, decide di lanciare loro una sfida: a ciascuno vengono consegnati sette oggetti (una moneta da dieci centesimi, un bottone, un coccio di vetro, un mozzicone di matita, un pezzo di sapone, un chiodo, un gomitolo di spago) con il compito di farne "qualcosa" di non ben specificato; chi capirà cosa farne, in base alla conoscenza e all'amore che nutre per don Pedro, riceverà una ricompensa. Ma prima di dire in cosa consista, don Pedro si stringe le mani sul collo e rimane completamente afono: un medico, tempestivamente interpellato, diagnostica "laringite fulminante con perdita della voce probabilmente perenne". Da questo momento la trama si arricchisce di complotti, processi, colpi di scena, falsi parenti, come nella migliore tradizione delle telenovelas.
Nel corso della trasmissione delle puntate, il pubblico ma anche gli attori cominciano a sospettare che Zio Paperone sia realmente intenzionato a lasciare gli affari, lasciando tutti i suoi averi a chi riuscisse a risolvere l'enigma proposto in mondovisione da don Pedro. Con questa speranza, perfino i Bassotti, Rockerduck e Filo Sganga s'infiltrano nel cast per proporre la loro soluzione dell'enigma.
La storia si conclude con la miracolosa guarigione dell'afonia di don Pedro e la rivelazione della soluzione dell'enigma: i sette oggetti corrispondono a tutto ciò che aveva in tasca Zio Paperone quando iniziò la sua carriera di imprenditore; i parenti avrebbero dovuto dimostrare di saper guadagnare dai sette oggetti più di quanto seppe fare Paperone stesso, che riuscì a mettere a frutto solo la moneta (trasposizione nella fiction della numero 1 tanto ambita da Amelia).
Ogni "puntata" inizia con un riassunto delle precedenti, e con una striscia a fondo pagina che racconta in poche vignette alcuni aspetti del "dietro le quinte" o comunque collegati alla storia principale.

### Oltre la trama
Al di fuori del set, si sviluppano altre vicende:
- i rapporti tra i membri del cast, che giungono ad allestire uno sciopero contro la scarsissima paga corrisposta da Zio Paperone, costringendolo a creare una puntata con il solo Paperino (obbligato a lavorare a causa dei suoi molteplici debiti);
- gli attentati subiti da Paperone sul set (in una puntata dove è totalmente solo), perpetrati per mezzo di versioni gigantesche dei "sette oggetti" dell'enigma. Inizialmente Paperone pensa che ciò faccia parte della trama, poi si convince che qualcuno stia davvero minacciando la sua vita. Il che provoca l'intervento di tutti i poliziotti della città, che irrompono sul set, ma non riescono a catturare il misterioso attentatore. In seguito si faranno avanti anche Paperinik, Paperinika e altri improbabili supereroi interpretati da Gastone e da Qui, Quo, Qua, finché non verrà scoperta l'identità del colpevole: Filo Sganga (che non voleva veramente uccidere Paperone, ma solo partecipare e risolvere l'enigma);
- la storia di una famiglia di telespettatori, maniaci della trasmissione, e dai tratti tipici dello stile della Ziche;
- gli effetti della fiction su Paperopoli. Paperone, visto il successo del programma, mette in vendita a 15 dollari un “Kit sette oggetti”, chiedendo ai telespettatori di tentare di risolvere l'enigma. I paperopolesi si convincono quindi di poter partecipare al gioco e diventare a loro volta eredi dell'impero finanziario de' Paperoni. L'illusione cresce fino a diventare psicosi, che costringe il sindaco a chiedere la sospensione forzata del programma, pena pesanti multe. E così, di malavoglia, il programma viene troncato, nonostante il fiorire di idee per oltre tremila puntate successive, con riferimenti alle serie di Indiana Jones, Via col vento e King Kong.
La soluzione dell'enigma però non soddisfa i paperopolesi, anche dopo un'appendice da parte di Paperone, che manifestano sotto il deposito fino a che Nonna Papera non svela l'esistenza di una morale della storia (a cui Zio Paperone non aveva minimamente pensato) che parla di autorealizzazione e sforzi per un miglioramento interiore.

## Personaggi e interpreti
| Don Pedro Paperon de las Pesetas | Paperon de' Paperoni |
| Pablito Paperiño                 | Paperino             |
| Anita Paperita                   | Paperina             |
| Aquí, Acá e Donde Sta            | Qui, Quo, Qua        |
| Alonzo                           | Paperoga             |
| Juan Gaston                      | Gastone              |
| Conchita                         | Brigitta             |
| Nonita Papera                    | Nonna Papera         |
| Archi de los Remedios            | Archimede            |
| Pancho                           | Ciccio               |
| Filos Gangas                     | Filo Sganga          |
| Rock del Diablo                  | Rockerduck           |
| Los Basotos                      | i Bassotti           |

In un solo episodio appare anche Archi de los Remedios, interpretato da Archimede, reclutato da zio Paperone per salvare una puntata in cui tutto il cast è in preda ad un'epidemia di influenza. La scelta non è però felice: Archimede si dilunga in una noiosissima lezione sulle Araucarie, la puntata viene troncata ed egli torna ben presto ai suoi compiti di macchinista al fianco di Pico de Paperis.
In un episodio appariranno poi anche alcune "identità alternative" dei personaggi, che si battono per Don Paperon sotto forma di supereroi: oltre a Paperinik e Paperinika, arrivano anche i Nipotik (Qui, Quo e Qua in versione mascherata) e il Giustiziere Mascherato, alias Gastone.
In due episodi compare inoltre un misterioso quarto nipotino, Estoy Acà, che si rivelerà essere un Bassotto.